# CeCe Peniston
CeCe Peniston (nascida em 6 de setembro de 1969) é uma cantora americana. Lançou diversos sucessos como "Finally" e "Somebody Else's Guy".

## Discografia

### Álbuns
| Ano                                                                                    | Álbum            | Posições nas paradas | Posições nas paradas | Posições nas paradas | Certificações americanas | Gravadora |
| Ano                                                                                    | Álbum            | EUA                  | R&B dos EUA          | RU                   | Certificações americanas | Gravadora |
| -------------------------------------------------------------------------------------- | ---------------- | -------------------- | -------------------- | -------------------- | ------------------------ | --------- |
| 1992                                                                                   | Finally          | 70                   | 13                   | 10                   | Ouro                     | A&M       |
| 1994                                                                                   | Thought 'Ya Knew | 96                   | 20                   | 31                   | —                        | A&M       |
| 1996                                                                                   | I'm Movin' On    | —                    | 48                   | —                    | —                        | A&M       |
| "—" indica que o álbum não figurou nas paradas, não foi lançado ou não foi certificado |                  |                      |                      |                      |                          |           |

### Coletâneas
| 1994                                                                                   | Remix Collection                                                             | — | — | A&M        |
| 1998                                                                                   | The Best of CeCe Peniston                                                    | — | — | A&M        |
| 1999                                                                                   | Essential                                                                    | — | — | Spectrum   |
| 2001                                                                                   | 20th Century Masters - The Millennium Collection: The Best of Ce Ce Peniston | — | — | Interscope |
| "—" indica que o álbum não figurou nas paradas, não foi lançado ou não foi certificado |                                                                              |   |   |            |

### Singles
| Ano                                                                | Single                                                     | Posições | Posições    | Posições      | Posições | Álbum                                                    |
| Ano                                                                | Single                                                     | EUA      | R&B dos EUA | Dance dos EUA | RU       | Álbum                                                    |
| ------------------------------------------------------------------ | ---------------------------------------------------------- | -------- | ----------- | ------------- | -------- | -------------------------------------------------------- |
| 1991                                                               | "Finally"                                                  | 5        | 26          | 1             | 2        | Finally                                                  |
| 1991                                                               | "I Like It" (Overweight Pooch feat. CeCe Peniston)         | —        | —           | 16            | 58       | Female Preacher (Overweight Pooch)                       |
| 1992                                                               | "We Got a Love Thang"                                      | 20       | 38          | 1             | 6        | Finally                                                  |
| 1992                                                               | "Keep on Walkin'"                                          | 15       | 3           | 1             | 10       | Finally                                                  |
| 1992                                                               | "Inside That I Cried"                                      | 94       | 10          | —             | 42       | Finally                                                  |
| 1992                                                               | "Crazy Love"                                               | 97       | 31          | —             | 44       | Finally                                                  |
| 1994                                                               | "I'm in the Mood"                                          | 32       | 7           | 1             | 16       | Thought 'Ya Knew                                         |
| 1994                                                               | "I'm Not Over You"                                         | 41       | 10          | 2             | —        | Thought 'Ya Knew                                         |
| 1994                                                               | "Hit by Love"                                              | 90       | 47          | 1             | 33       | Thought 'Ya Knew                                         |
| 1995                                                               | "Keep Givin' Me Your Love"                                 | —        | —           | 4             | 36       | Thought 'Ya Knew                                         |
| 1996                                                               | "Movin' On"                                                | 83       | 29          | —             | —        | I'm Movin' On                                            |
| 1996                                                               | "Before I Lay (You Drive Me Crazy)" (com JoJo Hailey)      | —        | 52          | —             | —        | I'm Movin' On                                            |
| 1997                                                               | "Finally" (remix)                                          | —        | —           | —             | 26       | apenas single                                            |
| 1998                                                               | "Somebody Else's Guy"                                      | —        | —           | —             | 13       | I'm Movin' On                                            |
| 1998                                                               | "I Know You Want Me..." (Nastyboy Klick com CeCe Peniston) | —        | —           | —             | —        | Tha Second Coming (Nastyboy Klick)                       |
| 1998                                                               | "Nobody Else"                                              | —        | —           | —             | —        | apenas single                                            |
| 1999                                                               | "He Loves Me 2"                                            | —        | —           | 24            | —        | Deeper Rhythms (Various Artsits)                         |
| 2000                                                               | "Lifetime to Live"                                         | —        | —           | 2             | —        | Circuit Sessions, Vol. 1: Manny Lehman (Various Artsits) |
| 2000                                                               | "My Boo (The Things You Do)"                               | —        | —           | —             | —        | apenas single                                            |
| 2001                                                               | "Reminiscin'" (Saison com CeCe Peniston)                   | —        | —           | 30            | —        | apenas single                                            |
| 2004                                                               | "Eternal Lover"                                            | —        | —           | —             | —        | apenas single                                            |
| 2005                                                               | "Deeper Love" (David Longoria com CeCe Peniston)           | —        | —           | 14            | —        | apenas single                                            |
| 2007                                                               | "I'm Feelin' U"                                            | —        | —           | —             | —        | apenas single                                            |
| 2007                                                               | "Shame Shame Shame" (Soul Shakers com CeCe Peniston)       | —        | —           | —             | —        | apenas single                                            |
| "—" indica que o single não figurou nas paradas ou não foi lançado |                                                            |          |             |               |          |                                                          |